# USS Mannert L. Abele (DD-733)
L'USS Mannert L. Abele (DD-733) est un destroyer de classe Allen M. Sumner en service dans la Marine des États-Unis pendant la Seconde Guerre mondiale. Il est nommé en l'honneur du lieutenant commander Mannert L. Abele (en), disparu en mer avec le sous-marin qu'il commandait en 1942. Mis en service en juillet 1944, le destroyer est coulé le 8 avril 1945 au large d'Okinawa par un  Yokosuka MXY-7 Ohka kamikaze, seul navire américain à avoir été coulé par ce type de planeur fusée.

## Historique
Sa quille est posée le 9 décembre 1943 au chantier naval Bath Iron Works à Bath, dans le Maine. Il est lancé le 23 avril 1944, parrainé par Mme Mannert L. Abele, et mis en service le 4 juillet 1944 sous le commandement du commander Alton E. Parker.
Après ses essais au large des Bermudes, le Mannert L. Abele forme des équipages de destroyers dans la baie de Chesapeake avant d'appareiller de Norfolk le 16 octobre pour servir dans le Pacifique. Transitant via San Diego, il atteint Pearl Harbor le 17 novembre, où il subit deux semaines d'entraînement intensif. Il prend ensuite la mer avec un convoi pour le Pacifique occidental le 3 décembre, mais revient deux semaines plus tard pour une conversion. Il est équipé d'un équipement radio et radar d'un spécial, suivant une formation de piquet radar avant d'appareiller le 27 janvier 1945 pour l'invasion d'Iwo Jima.
Assigné à l'écran de transport de la Task Force 51 du vice-amiral Richmond K. Turner, le Mannert L. Abele transit à Eniwetok et Saipan où il passe au crible les navires de la force d'assaut pour des débarquements amphibies le 19 février. Le lendemain, rejoint le groupe de soutien pour le bombardement côtier et le soutien rapproché des opérations de tir. Durant l'opération, il détruit de nombreux objectifs à terre, fournit un éclairage de nuit et appuie des opérations au sol de la 5e division des Marines. Le destroyer reprend ensuite ses fonctions de contrôle et de piquetage radar au crépuscule du 21 février.
En mars, il appuie les troupes au sol avant de rejoindre le 10 mars Ulithi, qu'il atteint deux jours plus tard.
Le Mannert L. Abele appareille le 20 mars pour un piquetage radar au large d'Ulithi. Le lendemain, rejoint la TF 54 du contre-amiral Morton Deyo et sa force de couverture pour l'invasion d'Okinawa. Il atteint les îles Ryukyu le 24 mars et effectue dans la semaine suivant des bombardements côtiers pendant les opérations de pré-invasion de l'archipel Kerama. Il pilonne également des positions ennemies, soutenant les opérations de l'Underwater Demolition Team en vue des assauts prochains sur les plages d'Okinawa.
Lorsque les troupes américaines envahissent les plages le 1er avril, le Mannert L. Abele fournit un appui-feu rapproché avant de commencer les patrouilles de piquets radar au nord-est d'Okinawa plus tard dans la journée. Le 3 avril, il est attaqué par trois avions japonais au cours duquel il en abat deux. Le 5 avril, il patrouille au large des plages et le lendemain, participe à la destruction d'un bombardier bimoteur japonais.
Le lendemain, le Mannert L. Abele rejoint la TF 54 afin de protéger les transports d'Okinawa contre les navires de la Surface Special Attack Force, comprenant le cuirassé Yamato, qui fuyait vers le sud du Japon pour l'opération Ten-Gō.
Le 8 avril, accompagné des USS LSM(R)-189 et USS LSM(R)-190, le Mannert L. Abele reprend ses missions de piquetage radar à la station no 14, à environ 70 miles au nord-ouest d'Okinawa. Le 12 avril, il est frappé par un Yokosuka MXY-7 Ohka kamikaze, qui le brise en deux. 84 membres d'équipage décèdent dans cette attaque. 255 survivants sont repêchés par les équipages des bâtiments de débarquement USS LSM(R)-189 (déjà endommagé par un avion kamikaze) et USS LSM(R)-190.
Le Mannert L. Abele est le seul navire de guerre à avoir été coulé par ce type d'engin suicide.

## Décorations
Le Mannert L. Abele a reçu deux battles stars pour son service pendant la Seconde Guerre mondiale.